# Renato Rossini
Renato Rossini, właśc. Renato Aldo Rossini Valenzuela (ur. 24 października 1970 roku w Limie, w Peru) – peruwiański aktor telewizyjny.

## Życiorys
Mając dwadzieścia lat zapoczątkował swoją ekranową karierę występem we włoskim telefilmie Magia (Il Mago, 1990) u boku Anthony’ego Quinna i Alessio Boni. Potem znalazł się w obsadzie peruwiańskiej telenoweli Malicia (1995) z Santiago Magillem i Christianem Meierem, z którym rok później wystąpił w peruwiańskich telenowelach: Obsesja (Obsesión, 1996) i Noc (La Noche, 1996). W telenoweli Cud miłości (Milagros, 2000) pojawił się jako próżny macho 'Juanito'. W telenoweli Soledad (2001) zagrał czarny charakter jako Koki Bustamante.
W dniu 27 grudnia 1996 roku poślubił Claudię. Mają syna Renato (ur. 1999). Związany był z Yulissą (2000–2001), aktorką Andreą Montenegro (związek skończył się w 2002 roku; Andrea znalazła się w szpitalu psychiatrycznym po nieudanej próbie samobójczej) i Kolumbijką Alexandrą Rodriguez (2006–2008). Wraz z japońskim partnerem jest współwłaścicielem firmy sprowadzającej do Peru części samochodowe.

## Filmografia

### telenowele
- 2007: Wdowa w bieli (La Viuda de Blanco) jako Fabio Huster
- 2006: Wdowa w bieli (La Viuda de Blanco) jako Fabio Juster Briñón
- 2004: Las Noches de Luciana jako Joaquín Morales
- 2003: Bésame tonto jako Ricardo Escalante
- 2001: Soledad jako Koki Bustamante
- 2000: Cud miłości (Milagros) jako Juan 'Juanito' Bermúdez
- 1999: Maria Emilia (María Emilia: Querida) jako Rubén Colmenares Luna
- 1998: Serce dla serca (Travesuras del corazón) jako Carlos Plaza
- 1997: Torbellino jako Roberto
- 1996: Noc (La Noche) jako Nick
- 1996: Obsesja (Obsesión) jako Gonzalo Carella/Gringo
- 1995: Malicia

### telefilmy
- 1990: Il Mago